# Walter Emanuel Jones
Walter Emanuel Jones (ur. 30 listopada 1970 w Detroit) – amerykański aktor i tancerz. Popularność przyniosła mu rola Zacka Taylora w serialu Mighty Morphin Power Rangers. Później użyczył głosu Nightmare'owi w jednym z odcinków serialu Power Rangers: Zagubiona galaktyka i Gerrokowi w jednym z odcinków serialu Power Rangers Wild Force.